# Bob Beauprez
Robert Louis Beauprez dit Bob Beauprez, né le 22 septembre 1948 à Lafayette (Colorado), est un homme politique américain. Membre du Parti républicain, il est élu du Colorado à la Chambre des représentants des États-Unis de 2003 à 2007.

## Biographie

### Jeunesse et carrière professionnelle
Bob Beauprez grandit près de Lafayette dans la ferme laitière de son père, pour qui il travaille et élève des holsteins,. En 1970, il est diplômé d'un baccalauréat universitaire en sciences de l'université du Colorado.
Après ses études, il retrouve la ferme familiale. En 1990, il vend la ferme pour permettre la construction d'un terrain de golf et acquiert une banque locale, dont il développe l'activité.

### Engagement politique

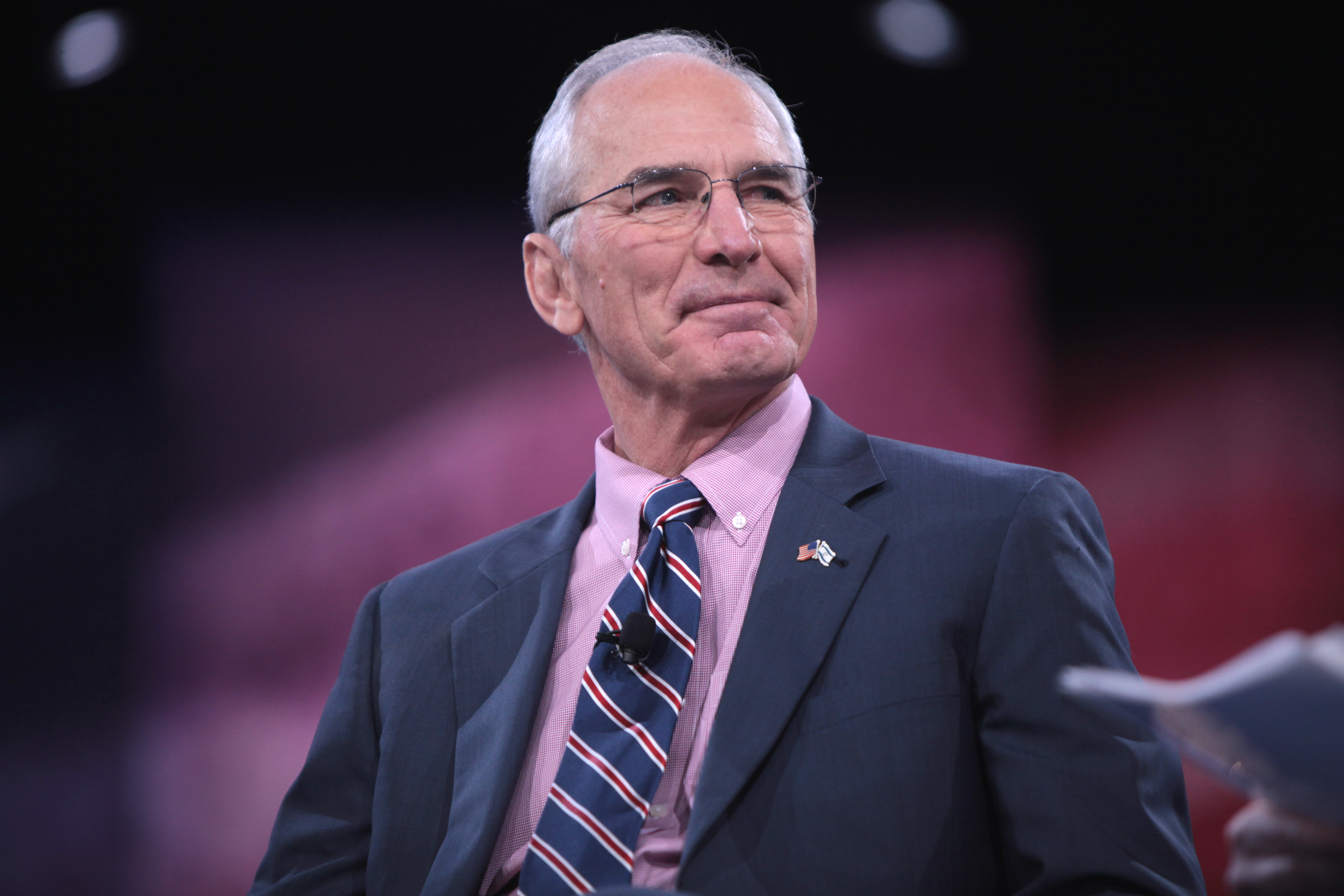
Bob Beauprez en 2016.

En 1999, Beauprez prend la présidence du comité central du Parti républicain du Colorado. Il occupe ce poste jusqu'en 2002.
Il se présente à la Chambre des représentants des États-Unis en 2002, dans le 7e district du Colorado, une nouvelle circonscription de la banlieue de Denver comprenant une partie des comtés d'Adams, Arapahoe et Jefferson. Il bat le démocrate Mike Feeley d'une centaine de voix seulement. Il est facilement réélu en 2004 avec 55 % des suffrages.
En 2006, il se porte candidat à l'élection du gouverneur du Colorado. Il est cependant largement battu par le démocrate Bill Ritter, qui le devance d'environ 17 points dans le cadre d'une vague démocrate nationale,. À la Chambre des représentants, son district est remporté par le démocrate Ed Perlmutter.
Après sa défaite, il devient rédacteur en chef d'un site politique et écrit plusieurs livres sur le conservatisme.
Lors des élections de 2014, Beauprez se présente à nouveau au poste de gouverneur du Colorado. Soutenu par l'establishment de son parti, il remporte la primaire républicaine avec 30 % des voix, devançant l'ancien représentant Tom Tancredo (27 %), le secrétaire d'État Scott Gessler (23 %) et l'ancien sénateur Mike Kopp (20 %),. Il affronte alors le démocrate sortant John Hickenlooper, qu'il attaque notamment pour ses lois durcissant le contrôle des armes à feu après la fusillade d'Aurora et pour avoir suspendu l'exécution d'un condamné à mort,. L'élection est considérée comme serrée,. Cependant, malgré le contexte national favorable aux républicains, il est battu de 3,35 points par Hickenlooper.

## Positions politiques
Durant les élections de 2014, il se présente comme un républicain favorable aux entreprises, soutien du deuxième amendement et opposé à l'Obamacare.